# Płaczka (góra)
Płaczka (dawniej niem. Platzen Berg, po 1945 r. również Płaszczka) – góra ze szczytem na wysokości 958 m n.p.m. znajdująca się w Masywie Śnieżnika w Sudetach, na terenie Śnieżnickiego Parku Krajobrazowego.

## Geografia
Szczyt wyrasta z północno-wschodniego grzbietu Śnieżnika, wznosząc się nad Lejem Małym na południu i Cisowym Rozdołem na północy oraz doliną rzeki Kamienicy, do której opada stromymi zboczami porozcinanymi dolinkami potoków. Grzbiet ten prowadzi dalej ku kolejnemu wzniesieniu Stromej na zachodzie i Porębka na północy.

## Geologia
Zbudowana jest z metamorficznych późnokambryjsko-dolnoordowickich gruboziarnistych gnejsów oczkowych (gnejsy śnieżnickie, główny masyw wzgórza), neoprotozoiczno-górnokambryjskich łupków łyszczykowych, z licznymi w rejonie przecinanym przez dolinę Cisowego Rozdołu gniazdami (soczewkami) podobnie datowanych erlanów, oraz nielicznymi soczewkami łupków amfibolitowo-hornblendowych i amfibolitów należących do metamorfiku Lądka i Śnieżnika.

## Roślinność i ochrona przyrody
W całości porośnięta jest świerkowym lasem regla dolnego, którego skrajem u podstawy góry biegnie granica Śnieżnickiego Parku Krajobrazowego.

## Infrastruktura
Przez Płaczkę pod jej szczytem przechodzi tzw. Droga nad Lejami.

## Turystyka
- Wspomnianą Drogą nad Lejami prowadzi niebieski szlak turystyczny ze Starego Gierałtowa i Przełęczy Staromorawskiej do schroniska PTTK "Na Śnieżniku"[1].
- Tą samą drogą przechodzi ścieżka krajoznawcza z Przełęczy Płoszczyna na Czarną Górę.